# 레들리 언드라시
레들리 언드라시(헝가리어: Rédli András, 1983년 10월 21일~)는 헝가리의 펜싱 선수로 주 종목은 에페이다. 2016년 하계 올림픽 남자 에페 단체전에서 동메달을 획득했고 세계 선수권 대회에서 금메달 1개, 은메달 1개, 동메달 3개를 획득했다.

## 수상
- 올해의 헝가리 펜싱 선수(2014년)
- 올해의 헝가리 펜싱팀 선수(2008년, 2009년)
- 주니어 프리마상(2009년)

### 수훈
- 헝가리 은십자공로장(2014년)
- 헝가리 공화국 금십자(2016년)